# Nils O. Persson
Nils Oskar Persson, ofta N.O. Persson, född 19 oktober 1884 i Ystad, död 11 mars 1962 i Västra Skrävlinge församling, Malmö, var en svensk ombudsman och socialdemokratisk kommunalpolitiker.
Persson genomgick Brunnsviks folkhögskola 1910–11 och var ombudsman i Malmö kommunalarbetares samorganisation 1919–47. Han var ledamot av Malmö stadsfullmäktige 1921–50, dess andre vice ordförande 1941–50, ordförande i drätselkammarens andra avdelning (motsvarande gatunämnden) och vice ordförande i samfällda drätselkammaren 1940–50. Han var bland annat även ordförande i Tryckeri AB Framtidens styrelse och styrelseledamot i Sydsvenska Kraft AB.
Tillsammans med N. Edv. Persson författade han minnesskriften Malmö spårvägsmäns fackförening 1890–1920 (1920).